# Sumpa Yeshe Peljor
| Tibetische Bezeichnung                                             |
| ------------------------------------------------------------------ |
| Tibetische Schrift: སུམ་པ་ཡེ་ཤེས་དཔལ་འབྱོར་ སུམ་པ་མཁན་པོ་                 |
| Wylie-Transliteration: sum pa ye shes dpal ’byor; sum pa mkhan po  |
| Offizielle Transkription der VRCh: Sumba Yêxê Baijor; Sumba Kainbo |
| THDL-Transkription: Sumpa Yeshé Peljor; Sumpa Khenpo               |
| Andere Schreibweisen: Sumpa Yeshe Paljor etc. (s. u.)              |
| Chinesische Bezeichnung                                            |
| Traditionell: 松巴·意希班覺                                        |
| Vereinfacht: 松巴·意希班觉                                         |
| Pinyin:Sōngbā Yìxī Bānjiào                                         |

Sumpa Yeshe Peljor (geboren 1704; gestorben 1787 oder 1788), auch Sumpa Khenpo, ein Mongole aus dem Baatrud-Stamm aus Oirat, war ein bedeutender Historiker, Astronom und Pharmakologe der Gelug-Schule des tibetischen Buddhismus. Er schrieb auf Tibetisch. Sumpa Yeshe Peljor stammte aus dem Köke-Nur-Gebiet. Mit acht Jahren ging er zum Studium ins Kumbum-Kloster. 
Er ist der 3. Sumpa Rinpoche (Khutughtu) bzw. Sumpa Khenpo aus dieser Inkarnationsreihe des Monguor (chin. Tu)-Klosters Gönlung Champa Ling (chin. Youning si) in Amdo. 1748 schrieb er dort seine Geschichte des wertvollen Baumes der Glückseligkeit (tib. chos 'byung dpag bsam ljon bzang; chin. Ruyi baoshu shi 如意宝树史), eine Geschichte des indischen, chinesischen, tibetischen und mongolischen Buddhismus.
Sein (chin.) Xi Le Ga Er Mi Long begründete eine theoretische Grundlage der mongolischen Pharmakologie.
Er lebte zwei Jahre in Peking, arbeitete dort für die Mandschu-Regierung, bereiste das Kloster Wusutu zhao 苏图召 in Hohhot, Dolon Nor, den Ih Ju-Bund, Alashan, die Klöster am Wutai Shan in der Provinz Shanxi und andere Orte.

## Zitat
In seiner Chronologie Tibets für das Holz-Schaf Jahr (1655–1656) gibt es einen Eintrag für das Feuer-Vogel Jahr (1657–1658): 

„Dieses Gerede, dass dieser König Tibets (bod kyi de’i rgyal po) gzim khang gong ma Tulku Dragpa Gyaltsen ist, ist bloß leeres Geschwätz aus Anhaftung und Abneigung.“

## Werke
- Chronologische Tafel (Dpag bsam ljon bzang) (russ.) (web)
- (chin.) Ganlu dizhu 甘露滴珠
- (chin.) Ganlu yili 甘露医理
- (chin.) Ganlu lin zheng jian bie lun zhen liao ji 甘露临证鉴别论诊疗集
- (chin.) Shi yao jing jian 识药晶鉴
- Annals of Kokonor